# Glima

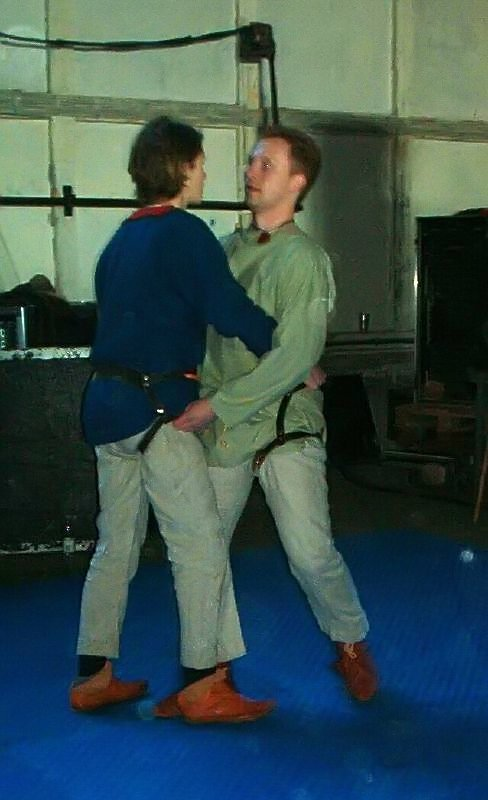
Glimakämpar

Glima (isländska: glíma) är en nordisk form av brottning med anor från vikingatiden som i sin mest kända variant endast har överlevt i obruten tradition på Island. Brottningsformen fanns också i Sverige hos allmogebefolkningen och kallades då bland annat för Lösatagsglima, Byxtag eller Ryggkast, men dog ut i början av 1900-talet. Glima var således en uppvisningssport i Olympiska sommarspelen 1912 i Stockholm. I dagens isländska glima håller kämparna hela tiden i varandras bälten och försöker kasta den andre till marken medelst lyft, kast och skrevstörtningar. För att möjliggöra grepp såsom i äldre tiders löst sittande kläder bär utövarna nuförtiden ett så kallat glima-bälte med remmar om bägge låren.

## Etymologi
Namnet "glima" kommer av ett fornnordiskt ord, "glíma" som betyder "blixtrande sken" eller "kvick rörelse" och överlever i svenskans "glimma", i danskans "glimre" och i norskans "glimt". I en av de äldsta svenska ordböckerna förekommer ordet "glyma" som då betydde "liten strid" eller "kortvarig brottning". På isländska är ordet "glíma" synonymt med brottning i allmänhet, och används även när man talar om icke-nordiska brottningsformer som till exempel "japansk glíma" som betyder "Ju jutsu". På svenska används termen idag framförallt när man refererar till det traditionella "byxtaget", men även om andra inhemska nordiska brottningsformer.

## Nordisk brottning
Ursprungligen fanns det i Norden tre olika former av traditionell brottning; "Ryggtag" (också "livtag", "ryggkast" eller "ryggspänna"), "byxtag" (eller "byxkast", det vill säga den nu normala varianten av glima) och "lösa tag" ("kampglima"). Stilarna kan också kallas ryggtagsglima, byxtagsglima och lösatagsglima. "Ryggtaget" var den vanligaste formen och överlever än idag på Gotland såsom "ryggkast" i de gutniska lekarna. Den går ut på att båda kämparna fattar om varandra med ett övertag och ett undertag och behåller greppet under hela kampen. Den som faller underst har förlorat. Byxtaget utgår, som namnet antyder, från ett grepp som tas i vardera kämpes byxor eller bälte. Den som lyckas fälla eller kasta den andre till marken har vunnit. Både ryggtaget och byxtaget brukar sammanfattas under samlingsnamnet "fasta tag". Den tredje varianten dog ut redan på medeltiden i Sverige och för cirka 100 år sedan på Island. Det var den mest kamporienterade stilen. Här utgick man inte från ett fast grepp utan var fri att fatta om motståndaren hur som helst, det vill säga fribrottning. Den som lyckas fälla eller kasta sin motståndare till marken och ta sig upp stående först, vinner. Denna variant har i dag återuppstått och fått ett slags renässans under namnet "kampglima/stridsglima" eller "combat glima".